# Can Serra de l'Arca
Can Serra de l'Arca és una gran masia del municipi d'Aiguafreda situada en una plana dalt de la serra de l'Arca. Actualment abandonada però en procés de restauració. Apareix esmentada durant el segle xiv fet que la converteix en una de les masies més antigues del municipi.
Tot i l'origen medieval, la construcció actual data d'entre els segles xvi i XIX. L'edifici principal és de tres crugies i està acompanyat d'altres volums distribuïts al voltant d'un pati. Actualment només en queda part de l'estructura sense les cobertes.